# Tillandsia prodigiosa
Tillandsia prodigiosa es una especie de planta epífita dentro del género  Tillandsia. Es originaria de México.  

## Taxonomía
Tillandsia pomacochae fue descrita por (Lem.) Baker y publicado en Handbook of the Bromeliaceae 186. 1889.
Etimología
Tillandsia: nombre genérico que fue nombrado por Carlos Linneo en 1738 en honor al médico y botánico finlandés Dr. Elias Tillandz (originalmente Tillander) (1640-1693).
prodigiosa: epíteto latíno que significa "prodigiosa"
Sinonimia
- Tillandsia hromadnikiana Ehlers
- Vriesea prodigiosa Lem.[2][3]